# Max-Planck-Gymnasium (Groß-Umstadt)

Die Real- und Landwirtschaftsschule um 1895; heute Altbau des Max-Planck-Gymnasiums

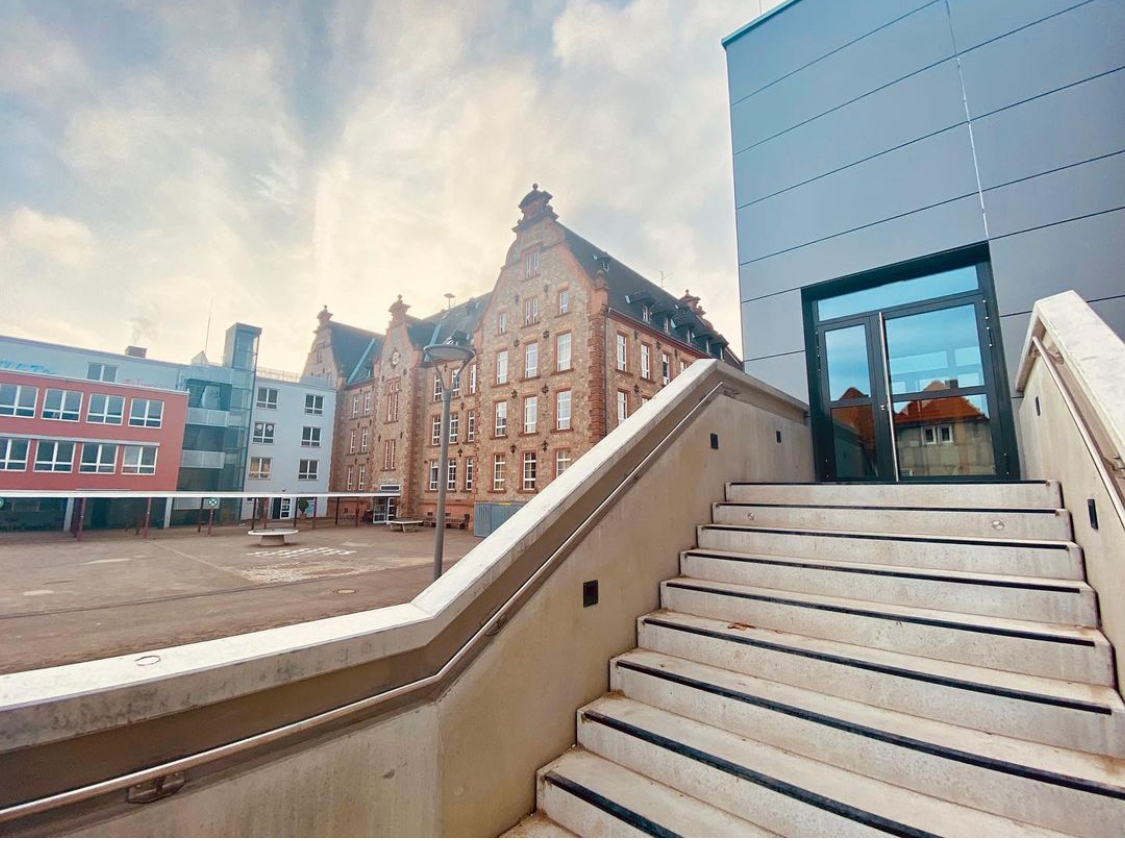
Rechts: Aufgang zum neuen Schulgebäude, dem Stelzenbau. Mitte/Links: Blick über den Hof auf die Hauptgebäude (2023)

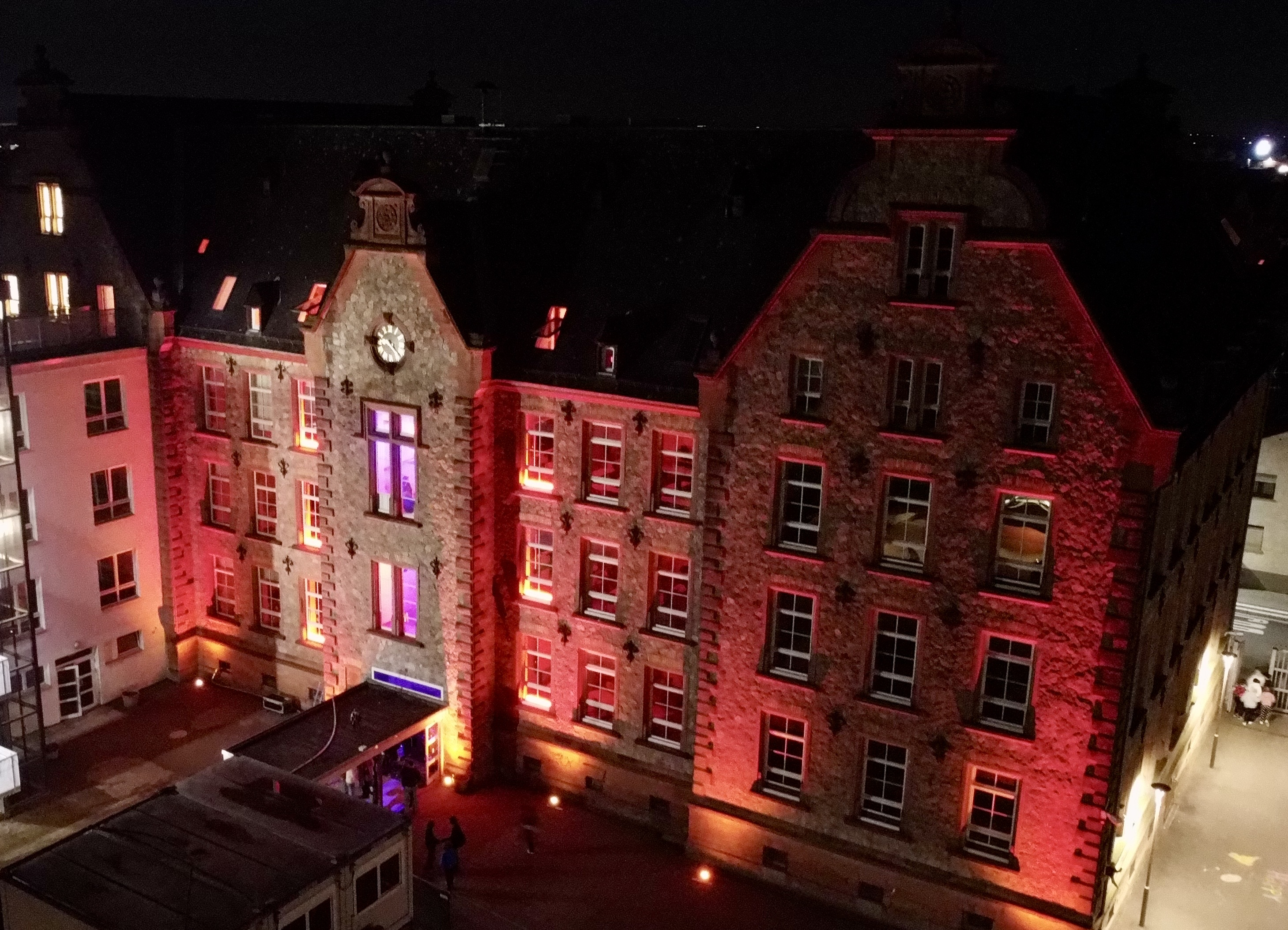
Das Max-Planck-Gymnasium von oben am Kulturabend 2024. Blick über den Hof nach Südwesten auf das alte Hauptgebäude.

Das Max-Planck-Gymnasium Groß-Umstadt ist ein Gymnasium in der südhessischen Stadt Groß-Umstadt und (Stand 2024) das einzige reine Gymnasium des Landkreises Darmstadt-Dieburg.

## Lage
Das Gymnasiums liegt am westlichen Rand der Altstadt von Umstadt. Ein Großteil der Fläche war früher das Anwesen des Curti-Schlosses, das 1963 für eine Schulerweiterung niedergelegt wurde.  Im heutigen Schulgelände verlief auch ein Teil der alten Stadtmauer; sie wurde bei der Errichtung eines Erweiterungsbaus, dem sogenannten Stelzenbau, freigelegt.

## Geschichte
Die Eröffnung der neuen „Städtischen Realschule“ in Groß-Umstadt erfolgte am 5. April 1869. Zwei Jahre vor der Gründung des Deutschen Reiches war der Wille zur Errichtung einer neuen Schule vorhanden, jedoch fehlten die finanziellen Mittel. Die städtische Initiative begann den Unterricht in provisorisch hergerichteten Räumen im Rathaus und im Curti-Schloss, da kein eigenes Schulgebäude zur Verfügung stand. 91 Schüler meldeten sich an.
Im Jahr 1889 konnte ein Neubau im Stil der deutschen Neorenaissance nahe der Altstadt eröffnet werden. Der Schule wurde eine „Höhere Landwirtschaftsschule“ angegliedert, und sie wurde als „Realschule II. Ordnung“ mit einem naturwissenschaftlichen Schwerpunkt gegründet, um ältere humanistische Gymnasien zu ergänzen. Zu dieser Zeit entsprach der Schulabschluss dem sogenannten „Einjährigen“, vergleichbar mit der Mittleren Reife bzw. dem Realschulabschluss.
Die Schülerzahlen stiegen schnell an, und das Einzugsgebiet der Schule, insbesondere das der Landwirtschaftsschule, umfasste die gesamte Provinz Starkenburg in Südhessen. Im Jahr 1924 wurde die Schule zu einem Gymnasium bis zur 13. Klasse umgewandelt, das zum Ablegen des Abiturs berechtigte. Zu dieser Zeit hatte die Schule etwa 350 Schüler.
Aufgrund steigender Schülerzahlen wurde 1929 ein erster Erweiterungsbau entlang der Curtigasse eröffnet. Im März 1933 beschloss der Lehrerrat einstimmig und ohne Aussprache die Umbenennung in „Adolf-Hitler-Schule“, welche sich nach dem  damaligen Zeitgeist und Ideologien der NSDAP richtete.
Die Schulgebäude überstanden den Zweiten Weltkrieg unbeschadet. Mit der Rückkehr des Oberstudiendirektors Wilhelm Holzapfel in seine Heimatstadt begann im Mai 1946 der demokratische Neuanfang der Schule. Seit 1956 trägt die Schule den Namen Max-Planck-Schule, zu Ehren des Physikers und Nobelpreisträgers Max Planck. 1963 wurde das Curti-Schloss niedergelegt und auf dem Areal bis 1967 moderne Neubauten an das alte Schulgebäude angefügt.
Im Jahr 1970 wurde die Schulträgerschaft von der Stadt Groß-Umstadt auf den Landkreis Darmstadt-Dieburg übertragen. Durch den Geburtenrückgang, die Förderstufe 5./6., G8 und den immer mehr angewählten gymnasialen Bildungsgang schwankten die Schülerzahlen; sie steigerten sich von 640 im Jahr 1985 auf 1183 im Jahr 2011. 2008 wurde ein weiterer Ergänzungsbau fertiggestellt. 2012 wurde der Name in Max-Planck-Gymnasium geändert.

## Profil
2011 wurde erstmals von Schülern, Eltern und Lehrern eine Erziehungsvereinbarung verfasst. Ausgehend von Grundwerten der Bildung soll eine Persönlichkeitsentwicklung der Schülerinnen und Schüler zu sozialer Verantwortung und Wertschätzung der Bildung als wesentliches gemeinsames Ziel erreicht werden. Flankiert wird diese Grundhaltung durch die aktive Teilnahme der Schülerinnen und Schüler an Mentorenprojekten, in denen sich ältere Schüler für jüngere Mitschüler einsetzen und diese in ihrer Entwicklung begleiten, unterstützen und fördern.
Die Schule verfügt über einen Ganztagsschulbetrieb, für den Bistros und eine Mensa genutzt werden können.
Das Gymnasium verfügt über Unter- und Oberstufenchor, Flöten- und Bläserensemble, Orchester und Big Band. Darüber hinaus werden Theatergruppen und das Fach Darstellendes Spiel angeboten.
14 Jahre lang war das Gymnasium das organisatorische Zentrum des Kreises für die Fortbildungsreihen „SINUS“ und „Kompetenzorientierung Mathematik und Naturwissenschaften“.
Ein 1980 gegründeter Förderverein unterstützt die Schule.

### Fremdsprachen
Angeboten wird Unterricht in den Fremdsprachen Englisch, Latein, Französisch und Spanisch. Dabei wird auf Prüfungen zu DELF- und Cambridge-Zertifikate vorbereitet.
Der Fremdsprachenunterricht wird begleitet von (Austausch-)Fahrten nach England und Frankreich und intensiviert durch eine Schulpartnerschaft mit Oliwa, Danzig.

### Digitalisierung
Die Digitalisierung ist ein zentraler Schwerpunkt am Max-Planck-Gymnasium Groß-Umstadt. Mit WLAN-Zugang für Schülerinnen und Schüler und der Bereitstellung von iPads ab der 7. Jahrgangsstufe soll ein modernes Lernumfeld geschaffen werden. Lehrkräfte werden fortlaufend in digitalen Unterrichtsmethoden geschult. Die Schule engagiert sich in der Förderung der Digitalisierung im Bildungsbereich, u. a. durch Projekte und Veranstaltungen mit externen Partnern wie der Telekomstiftung in Bonn. Die Schüler sollen so auf die Anforderungen einer digitalen Welt vorbereitet und ihre digitalen Kompetenzen gestärkt werden.

## Auszeichnungen
Das Max-Planck-Gymnasium Groß-Umstadt (MPG) wurde als Vorreiter in der Bildung ausgezeichnet. Die Schule erhielt den Titel MINT-freundliche Schule und „Digitale Schule“ in Hessen für das Jahr 2023. Diese Auszeichnungen würdigen das Engagement des MPG für die Förderung von MINT-Fächern und die erfolgreiche Integration digitaler Technologien in den Unterricht.
Darüber hinaus wurde das MPG als einziges Gymnasium Hessens mit dem Hessischen IHK-Schulpreis ausgezeichnet, der die Berufsorientierungsarbeit der Schule unterstreicht.
Das Max-Planck-Gymnasium beteiligt sich an der Physikolympiade, einem jährlichen Wettbewerb, der weltweit stattfindet. Dabei gehört das MPG zu den erfolgreichen Schulen in Hessen. In einer Arbeitsgemeinschaft sollen interessierte Schülerinnen und Schüler für das Thema Physik begeistert werden.

## Bekannte Absolventen
- Kurt Biedenkopf (1930–2021), Jurist, Hochschullehrer und Politiker der CDU (Abitur 1949)
- Sigurd Hofmann (1944–2022), Physiker und Hochschullehrer (Abitur 1963)
- Willi Schissler (* 1949), Schriftsteller (Mittler Reife um 1965)
- Manfred Spitzer (* 1958), Neurowissenschaftler und Psychiater (Abitur 1977)
- Joachim Ruppert (1962–2021), Kommunalpolitiker der SPD (Abitur 1981)
- Jens Zimmermann (* 1981), Politiker der SPD (Abitur 2001)
- Sarah Vogel (* 2002), Leichtathletin (Abitur 2020)